# Altın Gün
Altın Gün ist eine niederländisch-türkische Psychedelic-Folk-Rock-Band aus Amsterdam.

## Geschichte
Die Band wurde 2016 in Amsterdam gegründet. Altın Gün hat mehrere Alben veröffentlicht und ist ausgiebig in Europa und Nordamerika aufgetreten, wo sie für ihre Fusion aus traditioneller türkischer Musik und zeitgenössischem Rock viel Kritikerlob erhalten hat.
Die Mitglieder stammen aus Amsterdam und sind teilweise türkischstämmig.
In einem Feature sendete der Deutschlandfunk folgende Charakterisierung: „Der „Anadolu Rock“ der 70er-Jahre verband türkische Volksliedtraditionen mit westlicher Rockmusik. Der niederländische Bassist Jasper Verhulst entdeckte dieses Genre vor einigen Jahren durch einen zufälligen Schallplattenkauf und verfiel ihm sofort: Diese Musik wollte er selbst spielen, allerdings mit Menschen, die damit aufgewachsen waren. Durch eine Anzeige im Jahr 2016 fand er zwei in den Niederlanden lebende türkische Musiker: Sängerin Merve Daşdemir und Keyboarder und Saz-Spieler Erdinç Ecevit Yıldız.“
Das zweite Album Gece wurde im Jahr 2020 bei den Grammy Awards in der Kategorie Best World Music Album nominiert.
Im Februar 2024 verließ die Front-Sängerin Merve Daşdemir die Band.

## Stil
Altın Gün schöpft ihre Inspiration aus Anadolu Rock sowie aus türkischen Volksliedern aus den 1960er und 1970er Jahren, die sie mit einem modernen psychedelischen Rock-Sound neu interpretieren.
Zum Sound und dem Repertoire tragen insbesondere der Initiator und Bassist Jasper Verhulst und die beiden türkisch-stämmigen Gründungsmitglieder Erdinç Ecevit Yıldız und Merve Daşdemir bei.

## Diskografie

### Alben
- 2018: On
- 2019: Gece
- 2021: Yol[3]
- 2021: Âlem[4]
- 2023: Aşk[5]

### Singles
- 2017: Goca Dünya / Kırşehir'in Gülleri
- 2017: Tatlı Dile Güler Yüze
- 2018: Hababam
- 2018: Cemalim / Vay Dünya
- 2019: Süpürgesi Yoncadan / Vay Vay
- 2019: Gelin Halayı / Dıv Dıv
- 2020: Ordunun Dereleri / Bir Of Çeksem
- 2021: Yüce Dağ Başında
- 2021: Kara Toprak
- 2021: Kisasa Kisas / Erkilet Güzeli
- 2022: Badi Sabah Olmadan / Cips Kola Kilit
- 2022: Leylim Ley
- 2023: Rakıya Su Katamam
- 2023: Güzelliğin On Para Etmez
- 2023: Su Sızıyor
- 2023: Doktor Civanım
- 2023: Büyük Kaçış
- 2024: Vallahi Yok / Kirik Cam
- 2024: Gönül Dağı
- 2024: Bir sigara iç oglan